# Арчибалд Лич
Арчибалд „Арчи“ Лич (27. април 1865 — 25. април 1939) био је шкотски архитекта, најпознатији по пројектовању фудбалских стадиона широм Велике Британије и Републике Ирске.
Рођен је у Глазгову, где је и почео да се бави дизајнирањем фабрика. Почео је да се бави конструисањем стадиона када је добио пројекат за изградњу Ајброкс парка, стадиона ФК Ренџерса. Његов први пројекат у Енглеској је стадион Брамал лејн.

## Пројектовани стадиони
| - Енфилд, Ливерпул - Ајерсом парк, Мидлсбро - Брамал Лејн, Шефилд - Кардиф Армс парк, Кардиф - Селтик парк, Глазгов - Крејвен котиџ, Лондон - Далимонт парк, Даблин - Стадион Ден, Лондон - Денс парк, Данди - Стадион Дел, Саутхемптон - Ивуд парк, Блекберн - Фратон парк, Портсмут - Гудисон парк, Ливерпул - Хемпден парк, Глазгов - Хоум парк, Плимут - Ајброкс парк, Глазгов - Хајбери, Лондон - Хилсборо стадион, Шефилд - Ленсдоун роуд, Даблин | - Лидс роуд, Хадерсфилд - Мејн роуд, Манчестер - Мулинекс стадион, Вулверхемптон - Олд Трафорд, Манчестер - Парк авенју, Бредфорд - Рокер парк, Сандерленд - Селхурст парк, Лондон - Стамфорд бриџ, Лондон - Старкс парк, Киркалди - Твикенхем стадион, Лондон - Тајнкасл стадион, Единбург - Вели парејд, Бредфорд - Вила парк, Бирмингем - Вест Хем стадион, Лондон - Вајт Харт Лејн, Лондон - Виндзор парк, Белфаст |